# Podwierzbie (Żelechów)
Pour les articles homonymes, voir Podwierzbie.
Podwierzbie (prononciation : [pɔdˈvjɛʐbjɛ]) est un village polonais de la gmina de Żelechów dans le powiat de Garwolin de la voïvodie de Mazovie dans le centre-est de la Pologne.
Il se situe à environ 5 kilomètres à l'ouest de Żelechów (siège de la gmina), 19 kilomètres au sud-est de Garwolin (siège du powiat) et à 75 kilomètres au sud-est de Varsovie (capitale de la Pologne).

## Histoire
De 1975 à 1998, le village appartenait administrativement à la voïvodie de Siedlce.